# Mezdra Point
Der Mezdra Point (englisch; bulgarisch нос Мездра nos Mesdra) ist eine Landspitze im Nordwesten von Snow Island im Archipel der Südlichen Shetlandinseln. Sie liegt 1,5 km südwestlich des Kap Timblón und 2 km nordöstlich des Irnik Point.
Britische Wissenschaftler kartierten sie 1968. Die bulgarische Kommission für Antarktische Geographische Namen benannte sie 2006 nach der Stadt Mesdra im Nordwesten Bulgariens.